# Gandu (Bahia)
Gandu est une municipalité brésilienne de l'État de Bahia et la Microrégion d'Ilhéus-Itabuna.